# 赤穂浪士 (小説)

『赤穂浪士』（あこうろうし）は、大佛次郎による長篇小説である。これまで4回の映画化、3回のテレビ映画化、1回の大河ドラマ化が行われた。本稿では映画化作品についても詳述する。

## 概要
赤穂事件を題材としたものの代表的作品で、映像化の回数も多い。従来の『忠臣蔵』では、主君の仇をとる「義士」として捉えられていた47人を、幕藩体制や時代風潮に抗う「浪士」として描いている。
『東京日日新聞』で、1927年-1928年にかけて連載された（挿絵・岩田専太郎）。その後、1928年-1929年に改造社から3巻本として刊行された。様々な版本・文庫判で刊行され、現行は新潮文庫上下巻で、討ち入りの時期に併せ、2007年（平成19年）暮れに改版した。
赤穂事件を架空の浪人・堀田隼人の視点を通して描いている。隼人は、お仙や盗賊・蜘蛛の陣十郎らとともに事件の影で暗躍する。このため、本作の主人公はあくまでも堀田隼人であるが、映像化の際は、ほぼ大石内蔵助が主役になっている。また、多くの「忠臣蔵」ものの作品で千坂兵部が大石のライバル役として登場する事が多いのは、本作での設定描写の影響とされる。

## 主な登場人物
- 堀田隼人 - 主人公。赤穂浪士の動向を探る。
- 蜘蛛の陣十郎 - 隼人の相棒。
- お仙 - 隼人の愛人。
- 目玉の金助 - 隼人の子分。
- 吉良義央 - 浅野内匠頭の切腹や浅野大学の改易にも同情する人情味のある高家[注 1]。
- 小林平七 - 上杉家臣で吉良家重臣。
- 千坂兵部 - 上杉家の筆頭家老。「猫兵部」という綽名があり、猫が好き。
- 上杉綱憲 - 義央の長男。米沢藩藩主。
- 吉良義周 - 吉良家嫡孫。綱憲の次男。次期当主。
- 松原多仲 - 吉良家家老。羽倉斎宮門下。国学・神学を学ぶ。
- 大石内蔵助 - 浅野家家老。討ち入りを後悔したり、自分を「悪党」と卑下したりするなど従来の解釈とは異なる設定。
- 大石主税 - 良雄の長男。逞しく体格のいい若者。
- 大石良総 - 良雄のいとこ大叔父（良雄の祖父・大石良欽のいとこ）。坊主頭で陪堂のなりをしている。元・赤穂藩士。
- 大野九郎兵衛 - 浅野家家老で主に経済面を担当。内蔵助に家財を盗られて激怒する。
- 毛利元義 - 討ち入り直前に姿を消す。
- 柳沢吉保 - 幕府側用人。

## 特徴
- 赤穂義士を英雄としては描いていない。大石を「悪人」と評した箇所があり、また討ち入りを知った人物が「義士か？」[2]と何度も呟く。
- 時系列では故人の山鹿素行は、吉良・上杉（特に千坂高房）との深い関係の言及がある一方、赤穂義士とは無関係。

## 映像化リスト

### 映画
- 赤穂浪士 第一篇 堀田隼人の巻 - 1929年、日活太秦撮影所/日活、監督志波西果、主演大河内伝次郎
- 堀田隼人 - 1933年、片岡千恵蔵プロダクション/日活、監督伊藤大輔、主演片岡千恵蔵
- 赤穂浪士 天の巻 地の巻 - 1956年、東映京都撮影所/東映、監督松田定次、主演市川右太衛門
- 赤穂浪士 前編・後編 - 1961年、東映京都撮影所/東映、監督松田定次、主演片岡千恵蔵）

### テレビ
- 赤穂浪士 （1959年、NET、主演：柳永二郎）
- 赤穂浪士 [3]（1964年、NHK、主演：長谷川一夫）
- 赤穂浪士 （1979年、テレビ朝日、主演：萬屋錦之介）
- 赤穂浪士 （1999年、テレビ東京、主演：松方弘樹）

## 1929年の映画
『赤穂浪士 第一篇 堀田隼人の巻』（あこうろうし だいいっぺん ほったはやとのまき）は、1929年（昭和4年）11月9日公開の日本映画である。日活製作・配給。監督は志波西果。モノクロ、スタンダード、98分。
『赤穂浪士』シリーズの第一篇として製作されたが、第二篇以降は製作されていない。初回興業は浅草公園六区の日本館。
現在、東京国立近代美術館フィルムセンターも、マツダ映画社も、本作の上映用プリントを所蔵しておらず、現存していないとみなされるフィルムである。

### スタッフ
- 監督・脚色：志波西果
- 原作：大佛次郎
- 撮影：酒井健三
- 助監督：那輪凡太郎、小林一雄

### キャスト
- 堀田隼人・大石内蔵助：大河内傳次郎
- 小林平七：光岡竜三郎
- お千賀（丸岡の妾）：梅村蓉子
- 女賊お仙：伏見直江
- 片岡源五右衛門：葛木香一
- 浅野内匠頭：久米譲
- 千坂兵部：市川小文治
- 武林唯七：中山介二郎
- 丸岡朴庵：村田宏寿
- 茅野三平：中村秀郎
- 早水藤左衛門：高尾新三
- 吉良上野介：嵐璃左衛門
- 柳沢出羽守：尾上卯多五郎
- 梶川与惣兵衛：中村紅果
- 多門伝八郎：嵐珏松郎
- 柏木一平：沢田源二郎
- 原木重次郎：森悦郎
- 大岡：藤浪麗三郎
- 中村弥太之亟：坂本清之助
- 井関：藤野竜太郎
- 目玉の金助：市川左雁次
- 脇坂淡路守：福田満
- 大石主税：尾上松葉
- 目明し仙吉：市川正之助
- 上杉家家臣片田：伴淳三郎
- 徳田一義：森敏治
- 大石の下僕八助：実川延一郎
- 喜田重兵衛：瀬川銀潮

## 1956年の映画
『赤穂浪士 天の巻 地の巻』（あこうろうし てんのまき ちのまき）は、1956年（昭和31年）1月15日公開の日本映画である。東映製作・配給。監督は松田定次、脚本は新藤兼人名義だが実際には松田定次の助監督だった松村昌治（中山文夫）が３ヶ月かけて書き直した。イーストマンカラー(総天然色イーストマン・東映カラー)、スタンダード、151分。
東映創立五周年記念作品として製作され、東映スターが総出演した。忠臣蔵映画としては初のカラー映画となる。配収は3億1305万円で、この年の邦画配収ランキング第1位となった。
2003年（平成15年）12月5日、東映ビデオは、本作のDVDを発売した。現在、東京国立近代美術館フィルムセンターは、本作の上映用プリントを35mmフィルムベースで所蔵している。

### スタッフ
- 製作：大川博
- 企画：マキノ光雄、山崎眞市郎、坪井與、大森康正、玉木潤一郎、辻野力彌、岡田茂
- 監督：松田定次
- 原作：大佛次郎
- 脚色：新藤兼人
- 音楽：深井史郎
- 撮影：川崎新太郎
- 照明：山根秀一
- 美術：角井平吉、森幹夫
- 録音：佐々木稔郎
- 編集：宮本信太郎
- 時代考証：甲斐荘楠音
- 美術考証：岩田專太郎
- 色彩考証：和田三造
- スチル：熊田陽光
- 装置：彌田勇造
- 背景：木下清輝
- 装飾：小川満洲治
- 和楽：望月太明吉
- 記録：川島康子
- 衣裳：三上剛
- 美粧：林政信
- 結髪：櫻井文子
- 擬闘：足立伶二郎
- 助監督：松村昌治
- 撮影助手：山岸長樹
- 照明助手：小林康信
- 美術助手：桂長四郎
- 録音助手：足立満
- 編集助手：神田忠男
- 色彩助手：川上晃
- 演技事務：若林十一郎
- 進行：鳥居高樹
- 現像：東洋現像所
- 色彩協力：日本色彩研究所
- 進行主任：榮井賢

### キャスト
- 立花左近：片岡千恵蔵
- 堀田隼人：大友柳太朗
- 千坂兵部：小杉勇
- 吉良上野介：月形龍之介
- 蜘蛛の陣十郎：進藤英太郎
- 堀部弥兵衛：薄田研二
- 脇坂淡路守：龍崎一郎
- 柳沢出羽守：宇佐美諄
- 片岡源五右衛門：原健策
- 小林平七：加賀邦男
- 丸岡朴庵：三島雅夫
- 毛利小平太：片岡栄二郎
- 大高源吾：三条雅也
- 上杉綱憲：東宮秀樹
- 堀部安兵衛：堀雄二
- 渋江伝蔵：清川荘司
- 片田勇之進：高木二朗
- 大野九郎兵衛：香川良介
- 吉千代：植木基晴
- 石屋の源六：吉田義夫
- 小平太の兄：神田隆
- 小野寺十内：加藤嘉
- 目玉の金助：河野秋武
- 松原多仲：杉狂児
- 牟岐平右衛門：葛木香一
- 安井彦右衛門：明石潮
- 八助：団徳麿
- 藤井又左衛門：水野浩
- 将軍綱吉：沢田清
- 前原伊助：上代悠司
- 穂積惣右衛門：高松錦之助
- 権太夫：河部五郎
- 梶川与惣兵衛：百々木直
- 武林唯七：月形哲之介
- 原惣右衛門：尾上華丈
- 間瀬久太夫：葉山富之輔
- 萱野三平：遠山恭二
- 岡林埜之助：小田部通麿
- 十内の妻丹：松浦築枝
- 仲居お菊：八汐路恵子
- しのぶの女中：吉井待子
- 長屋のお内儀：赤木春恵
- 宗徧の妻：毛利菊枝
- りく：三浦光子
- お仙：高千穂ひづる
- 夕露太夫：千原しのぶ
- おくう：植木千恵
- お柳：浦里はるみ
- 安兵衛の妻幸：星美智子
- さち：田代百合子
- お千賀：喜多川千鶴
- 小山田庄左衛門：中村錦之助(萬屋錦之介)
- 大石主税：伏見扇太郎
- 浅野内匠頭：東千代之介
- 大石内蔵助：市川右太衛門

ノンクレジット：木暮実千代、中村嘉津雄